# Advanced Host Controller Interface
Advanced Host Controller Interface (AHCI) is een standaard die de werking van Serial ATA (SATA) hostcontrollers in brede zin specificeert voor chipsets op een moederbord. AHCI werd ontwikkeld door chipfabrikant Intel en verscheen voor het eerst in 2004. De standaard is opgevolgd door NVMe.

## Beschrijving
De specificatie beschrijft een structuur waarmee fabrikanten van computerhardware gegevens kunnen uitwisselen tussen het werkgeheugen van het hostsysteem en aangesloten opslagapparaten. AHCI biedt softwareontwikkelaars en hardwareontwerpers een standaardmethode voor het detecteren, configureren en programmeren van SATA/AHCI-adapters. AHCI is onafhankelijk van de SATA-standaard, hoewel het de geavanceerde mogelijkheden van SATA (zoals NCQ en hot swapping) toevoegt zodat alle hostsystemen er gebruik van kunnen maken.

## Compatibele besturingssystemen
AHCI wordt standaard ondersteund door de volgende besturingssystemen:
- Windows Vista en nieuwer
- Linux (vanaf kernel 2.6.19)
- OpenBSD (vanaf versie 4.1)
- NetBSD
- FreeBSD
- Mac OS X
- Solaris 10 (vanaf versie 8/07)